# Mieszków (Trzebiel)
Mieszków (deutsch Beinsdorf) ist ein Dorf in der Landgemeinde Trzebiel (Triebel) im  Powiat Żarski (Sorauer Kreis) in der polnischen Woiwodschaft Lebus.

## Geographische Lage
Das Dorf liegt in Schlesien, etwa sieben Kilometer südöstlich von Trzebiel (Triebel),  18 Kilometer westlich von Żary (Sorau) und 58 Kilometer südwestlich von Zielona Góra (Grünberg in Schlesien).
Die Entfernung nach Tuplice (Teuplitz) und nach Lipinki Łużyckie (Linderode) beträgt je elf Kilometer.

## Geschichte
Das Dorf Beinsdorf gehörte früher zu dem gleichnamigen Rittergut. Besitzer des Ritterguts Beinsdorf war um  1825  Karl Alexander Ferdinand v. Meyer zu Knonow, der in Schnellförtel einen Eisenhammer betrieb.
Um 1894 befand sich das Rittergut, das eine Fläche von 390 ha umfasste, im Besitz von Ludwig Stendel und Sohn.
Im Jahr 1939 hatte das Dorf 154 Einwohner.
Vor Ende des Zweiten Weltkriegs gehörte Beinsdorf zum Landkreis Rothenburg (Ob. Laus.) im Regierungsbezirk Liegnitz der preußischen Provinz Schlesien des Deutschen Reichs.
Im Frühjahr 1945 wurde die Region von der Roten Armee besetzt und nach Kriegsende  zusammen mit dem größten Teil Schlesiens von der Sowjetunion gemäß dem Potsdamer Abkommen unter polnische Verwaltung gestellt. Die deutsche Bevölkerung wurde vertrieben.